# 豊基秦氏
豊基秦氏（プンギジンし、풍기진씨）は、朝鮮の氏族の一つ。本貫は慶尚北道栄州市豊基邑である。2015年の調査では、12,974人である。

## 起源
秦氏は、中国黄帝の曽孫、嚳の子季仲の曽孫靡の16世孫の熙子が周の宣王に仕え、多くの功を立て雄州を授かり、秦氏を賜姓したという。

## 歴史
『豊基秦氏族譜』によると、始祖は中国唐の高宗代に兵部侍郎を務めた秦弼明である。秦弼明は、660年に大司馬大将軍の蘇定方と共に唐・新羅の同盟の将軍として百済を滅亡させ、その後、新羅に帰化し太原伯に封じられた。彼の15世孫秦礩溟は毅宗時代に文科に合格して門下左侍中に鄭仲夫の乱を平定した功で基州府院君に封ぜられた。基州が豊基へと改名され、子孫は豊基を本貫としてきた。

## 分派
秦礩溟の兄秦礩直と秦礩晃の後代で三陟派と永春派に分派した。
- 宣啓郎公派
- 順天公派
- 山陰公派
- 監司公派
- 監正公派
- 提学公派
- 典書公派
- 参賛公派

## 人物
- 秦有経：1444年に文科に合格し、礼曹参議を務めた。
- 秦再奚：朝鮮の画家
- 秦東益（1773年〜？)：朝鮮後期訳官として知中枢府事に達した。
- 秦教勲（1937年〜)：ソウル大学名誉教授
- 秦星圭（1949年〜)：中央大学名誉教授
- 秦京煥（1958年〜)：国立韓国伝統文化学校教授
- 秦基南（1960年〜)：延世大学校保健行政学科教授
- 秦鍾午：オリンピック射撃金メダリスト

## 科挙及第者
朝鮮時代の文科5人、武科及第者6人、司馬試7人の及第者を輩出した。
文科
秦有経 秦澹 秦淵 秦溟鴻 秦尚弘
武科
秦戒男  秦寛益 秦国 秦克礼 秦夢成 秦信     
生員試
秦介臣 秦尚弘 秦淵 
進士試
秦汝権 秦溶 秦益亨 秦爀  
訳科
秦継煥 秦奎煥 秦東益 秦夢賢 秦尚穆 秦尚彦 秦尚佑 秦允鍵 秦膺煥 秦正国 秦鼎煥 秦鍾煥 秦柱国 秦学明  秦喜永 秦喜完 秦喜哲 秦喜鴻
蔭科
秦益善  
医科
秦慶煥 秦東奭 秦東秀 秦東稷 秦斗煥 秦文煥 秦相鍵 秦性煥 秦湜 秦泳 秦昌白 秦学洵 秦後観 秦興白 秦喜竜 秦喜鳳

## 集姓村
- 慶尚北道栄州市鳳峴面魯佐里
- 慶尚北道醴泉郡下里面松月里
- 慶尚南道居昌郡居昌邑
- 済州特別自治道